# Amarra
Amarra é um termo náutico com dois sentidos :
- o nome dado ao cabo que segura a âncora e que sempre deverá ser em material flexível, resistente e que afunde juntamente com a âncora. Conjunto de correntes para fixar e ou ancorar plataformas semi-submersíveis, também usadas em uma série de serviços submersos a serem executados.
- corda ou cabo com que se prende alguma coisa (para amarar um objecto) e que pode servir à amarração.